# 做不到的我，返回過去。
《做不到的我，返回過去。》，是由AKABEiSOFT3于2014年8月29日发售的一款成人向美少女游戏。

## 故事简介
获得了能将时光倒流的怀表从而具有时间跳跃能力的主人公改变未来的故事。

## 登场人物
大崎陆（／）
本作的主人公。
泉诗乃（／）
声 - 星野七海
患有绝症的少女，非常喜欢苹果。
岩出山未喜（／）
声 - 藤乃理香
帮助哥哥打理咖喱店。
栗原梦（／）
声 - 花泽樱
不经意间在街上遇到的爱看H同人志的少女。喜欢ACG。
濑峰蓝里（／）
声 - 葵百合
诗乃的朋友，羽毛球高手。
古川涟（／）
声 - 手塚良子
将怀表交给大崎陆的人，同样身患绝症。
岩出山笃史（／）
声 - 水野咲
未喜的哥哥，经营着一家咖喱店“匙”。
志波姬香澄（／）
声 - 楠鈴音
“匙”的常客。
米山美羽（／）
声 - 葉村夏緒
栗原梦的朋友。
矢本由美子（／）
声 - 柚原美羽
从其他县转学来的少女，属于羽毛球部，将蓝里视为对手。

## 評價
本作在2014年萌系游戏大赏中，霜月遥演唱的片头曲“Re:Call”获得金賞・主題歌賞。